# Борисовская епархия
Бори́совская епа́рхия (бел. Барысаўская епархія) — епархия Белорусской православной церкви в административных границах Березинского, Борисовского, Крупского, Логойского, Пуховичского, Смолевичского и Червенского районов Минской области Беларуси. Входит в состав Минской митрополии.

## История
13 марта 2002 года определением Священного Синода учреждено Борисовское викариатство и названо по городу Борисов Минской области. 31 марта 2002 года в Свято-Духовом кафедральном соборе города Минска во епископа Борисовского был хиротонисан Иоанн (Хома). Местонахождением епископа Борисовского был определён Минск.
Возобновлено решением Священного Синода Русской православной церкви 5 марта 2010 года как викариатство Минской епархии. Возобновлено в связи с прошением митрополита Филарета, патриаршего Экзарха всея Беларуси о назначении викарного епископа в Минскую епархию. Викарным епископом был избран архимандрит Вениамин (Тупеко), наместник Ляданского Свято-Благовещенского монастыря.
22 сентября 2014 года Синод Белорусской православной церкви обратился к Патриарху Московскому и всея Руси и Священному Синоду Русской православной церкви с просьбой образовать новые епархии в пределах Минской области в том числе Борисовскую епархию в пределах Березинского, Борисовского, Крупского, Логойского, Пуховичского, Смолевичского и Червенского районов Минской области. 23 октября 2014 года Священного Синода Русской православной церкви образовал Борисовскую епархию в указанных границах. Епархия вошла в состав образованной в пределах Минска, Минского района и Минской области Минской митрополии

## Епископы
Борисовское викариатство Минской епархии
- 31 марта — 7 октября 2002 - Иоанн (Хома)
- 21 марта 2010 — 23 октября 2014 - Вениамин (Тупеко)

Борисовская епархия
- 23 октября 2014 — 27 декабря 2023  Вениамин (Тупеко) (с 25 августа 2020 по 27 декабря 2023 в/у)
- с 27 декабря 2023  Амвросий (Шевцов)

## Благочиннические округа
По состоянию на октябрь 2022 года:
- Березинский
- 1-й Борисовский
- 2-й Борисовский
- Жодинский
- Крупский
- 1-й Логойский
- 2-й Логойский
- 1-й Пуховичский
- 2-й Пуховичский
- Смолевичский
- Червенский